# Begonia murina
Begonia murina là một loài thực vật có hoa trong họ Thu hải đường. Loài này được Craib mô tả khoa học đầu tiên năm 1928.